# Parti démocrate-chrétien (Bolivie)
Pour les articles homonymes, voir Parti démocrate-chrétien.
Le Parti démocrate-chrétien (en espagnol : Partido Demócrata Cristiano ; PDC) est un parti politique bolivien, fondé en 1954, membre de l'Organisation démocrate-chrétienne d'Amérique.
Le parti n'accède jamais directement au pouvoir, mais supporte des gouvernements ou fait partie de coalitions qui sont alors portés au pouvoir, tels que le gouvernement de René Barrientos en 1967, le gouvernement d'Hernán Siles Zuazo en 1982 ou en association avec l'Action démocratique nationaliste d'Hugo Banzer en 1997.

## Histoire

### Genèse
Le parti est fondé le 6 février 1954 sous l'appellation de Parti social chrétien (PSC), mais n'adopte sa dénomination actuelle que lors d'un congrès en novembre 1964. Ses fondements intellectuels étaient alors basés sur la doctrine sociale de l'Église catholique et le parti était présenté comme une troisième voie, entre le capitalisme et le socialisme.
Le Parti démocrate-chrétien (PDC) soutient le gouvernement de René Barrientos en 1967 et obtient en conséquence le poste de ministre du Travail et de la Sécurité sociale. Les raids sanglants menés par ce gouvernement contre les camps miniers provoque la démission du parti, suscitant au sein de l'organisation plusieurs querelles internes. L'organisation de jeunesse du parti, depuis longtemps insatisfaite de l'idéologie de la troisième voie et mécontente des raids menés par le gouvernement, quitte le PDC à la fin des années 1960 pour fonder le Parti démocrate-chrétien révolutionnaire qui deviendra éventuellement le Mouvement de la gauche révolutionnaire (MIR).  

### Opposition à la dictature de Banzer
Durant la dictature d'Hugo Banzer entre 1971 et 1978, le PDC milite pour les droits de l'homme, les libertés fondamentales et la tenue d'élections. Les président et secrétaire d'alors du parti sont contraints à l'exil en 1974. Lors des élections générales de 1978, le parti présente comme candidat présidentiel l'ancien ministre de la Défense René Bernal Escalante, qui soutenait le régime d'Hugo Banzer. Celui-ci quitte le parti après les élections pour fonder l'Union chrétienne-démocrate. 

### Tentatives vaines aux élections
En vue des élections générales de 1979, le PDC s'associe au Mouvement nationaliste révolutionnaire (MNR), au Parti révolutionnaire authentique, au Parti communiste bolivien (marxiste-léniniste) et au Mouvement révolutionnaire Túpac Katari pour former le Mouvement nationaliste révolutionnaire-Alliance. L'Alliance qui présente le chef du MNR, Víctor Paz Estenssoro, comme candidat à la présidence, et le leader du PDC, Luis Ossio Sanjinés, comme candidat à la vice-présidence est défaite, mais remporte neuf sièges à la Chambre des députés et trois au Sénat.  
En vue des élections générales de 1980, le PDC s'associe à l'Alliance de la gauche nationale, au Parti socialiste – Aponte, à l'Offensive de la gauche démocratique et au Parti ouvrier révolutionnaire trotskiste-posadiste pour former le Front démocratique révolutionnaire – Nouvelle alternative. Le Front qui présente comme candidat présidentiel l'ancien président Luis Adolfo Siles Salinas et comme candidat vice-présidentiel, le chef du PDC, Benjamín Miguel Harb, est défaite.  

### Association à l'Action démocratique nationaliste
Lors du rétablissement de la démocratie en Bolivie en 1982, le PDC soutient le gouvernement de coalition de l'Unité démocratique et populaire dirigé par Hernán Siles Zuazo, mais quitte la coalition en octobre 1984. Les résultats électoraux obtenus par le PDC en 1985 sont faméliques, mais le soutien du parti à l'Action démocratique nationaliste (ADN) en vue des élections de 1989 permet au chef, Luis Ossio Sanjinés, d'être désigné candidat vice-présidentiel aux côtés d'Hugo Banzer. Pour le second tour de ces élections, l'ADN, arrivée troisième, conclut une entente avec le MIR, arrivé en tête, afin de contrecarrer le Mouvement nationaliste révolutionnaire dirigé par Gonzalo Sánchez de Lozada. De cette entente, il résulte qu'Ossio Sanjinés sera désigné vice-président de la République aux côtés de Jaime Paz Zamora du MIR. Aux élections de 1993, cette entente entre le MIR et l'ADN, nommée l'Accord patriotique, est poursuivie et le PDC en tant que soutien de l'ADN en fait partie. L'Accord est cependant défait à ces élections. Aux élections de 1997, le PDC s'associe avec l'ADN et Nouvelle force républicaine et remporte les élections.   

### Évolutions contemporaines
En vue des élections générales de 2005, le PDC s'associe avec l'ADN en vue de former le Pouvoir démocratique social (Podemos), une coalition présentant Jorge Quiroga comme candidat présidentiel. Podemos arrive en deuxième position, mais demeure largement battue par le Mouvement vers le socialisme d'Evo Morales qui remporte une majorité absolue. 
Pour les élections générales de 2019, le parti présente la candidature du pasteur évangélique Chi Hyun Chung. Celui-ci, parfois comparé au président brésilien Jair Bolsonaro, se définit comme « un capitaliste chrétien » et considère Evo Morales comme « un centriste dirigeant un système communiste ». Il défend des positions très conservatrices, perçues comme misogynes et homophobes. Il se prononce en faveur d'un couvre-feu pour tous les mineurs, estime qu'une « femme doit être éduquée de manière à ce qu'elle se comporte comme telle » et que les homosexuels doivent recevoir des soins psychiatriques pour retrouver « leur identité sexuelle innée ». Il obtient la troisième place avec 8,78 % des voix.
En vue des élections générales de 2025, le parti présente Rodrigo Paz Pereira et Edman Lara, respectivement comme candidats présidentiel et vice-présidentiel. Au premier tour, ils obtiennent environ 32 % des voix et la première place. Un ballotage est organisé entre le PDC et la coalition Libre dirigée par Jorge Quiroga. 